# Clemenshafen

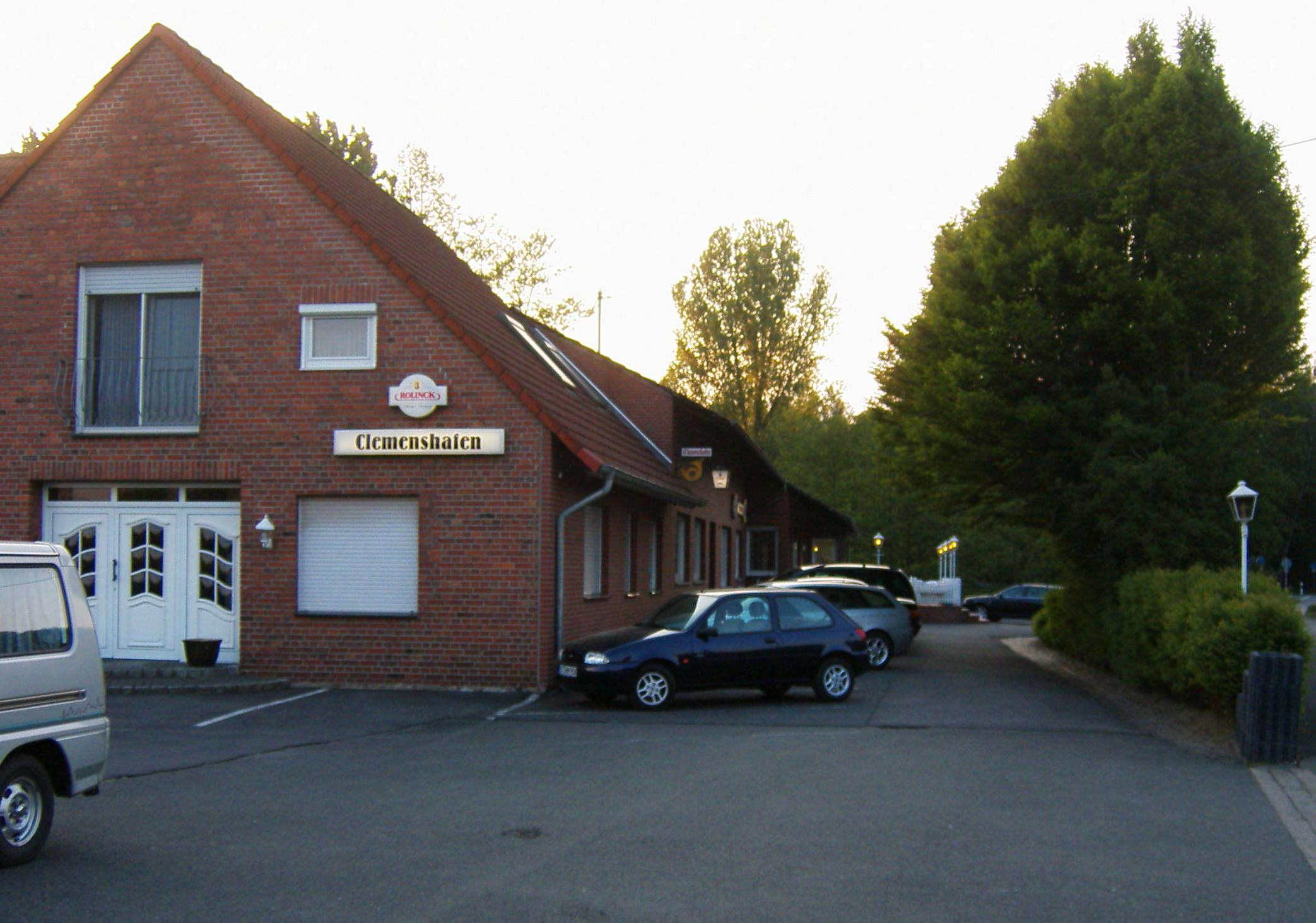
Gaststätte Clemenshafen im Jahr 2007

Clemenshafen bezeichnet den ehemaligen nördlichen Endhafen des Max-Clemens-Kanals kurz vor dem Neuenkirchener Ortsteil St. Arnold im nördlichen Nordrhein-Westfalen zwischen 1729 und 1771. Ab 1729 entstand hier das gleichnamige  Hafen- und Speditionsgebäude, in dem ab 1731 ein Spediteur sowie ein Posthalter beheimatet waren. Der Hafen wurde nach dem damaligen Fürstbischof, dem Wittelsbacher Clemens August I. benannt. Der Siebenjährige Krieg bescherte dem  Kanal und dem Hafen eine Blütezeit. Mit der Weiterführung des Kanals nach Maxhafen bei Wettringen wurde der Hafen überflüssig und aufgegeben.
Nach Aufgabe des Hafens wandelte sich Clemenshafen zu einem landwirtschaftlichen Gut, welches nach der Säkularisation durch den Reichsdeputationshauptschluss 1803 in den Besitz des Herzogs von Looz-Corswarem gelangte. Im Jahre 1830 umfasste das Besitztum von Clemenshafen 96 Morgen. Spätestens ab 1842 wurde der münstersche Bankier und spätere Oberbürgermeister Johann Heinrich von Olfers Besitzer des Guts, welches bis 1917 in der Familie verblieb. Bis zu diesem Jahr war das Besitztum auf fast 1000 Morgen angewachsen, bevor es in den Besitz der Freifrau Franziska Magdalena von Kerckerinck zu Borg überging, die es drei Jahre später an die Siedlungsgesellschaft „Rote Erde“ verkaufte. Bis 1927 reduzierte sich die Größe auf 117 Morgen, nachdem die übrigen Flächen verkauft wurden. Bis ins Jahr 2007 reduzierte sich die Größe weiter auf rund 60 Morgen.
Beim Antrag zur Übertragung der Schankkonzession im Jahr 1898 wurde erwähnt, dass bereits seit über hundert Jahren eine Schankerlaubnis auf Gut Clemenshafen bestand. Mit Unterbrechung zwischen 1908 und 1926 existiert seit dieser Zeit eine Gastwirtschaft auf Clemenshafen. Das alte Speditionsgebäude, in dem die Gaststätte untergebracht war, wurde 1965 abgerissen und durch einen Neubau ersetzt. In ihm befinden sich drei wertvolle, geschnitzte Türen aus dem ursprünglichen Gebäude aus dem Jahr 1730. Seit der Erweiterung 2009 präsentiert sich das Restaurant als „Landgasthof Clemenshafen“.

## Historische Grenzsteine
Clemenshafen wurde in unmittelbarer Nähe der Grenze zur Grafschaft Steinfurt angelegt. Den ehemaligen Grenzverlauf markieren noch heute einige historische Grenzsteine. Fast parallel zur alten Grenze verläuft der Max-Clemens-Kanal von den Grafensteinen bis Clemenshafen.

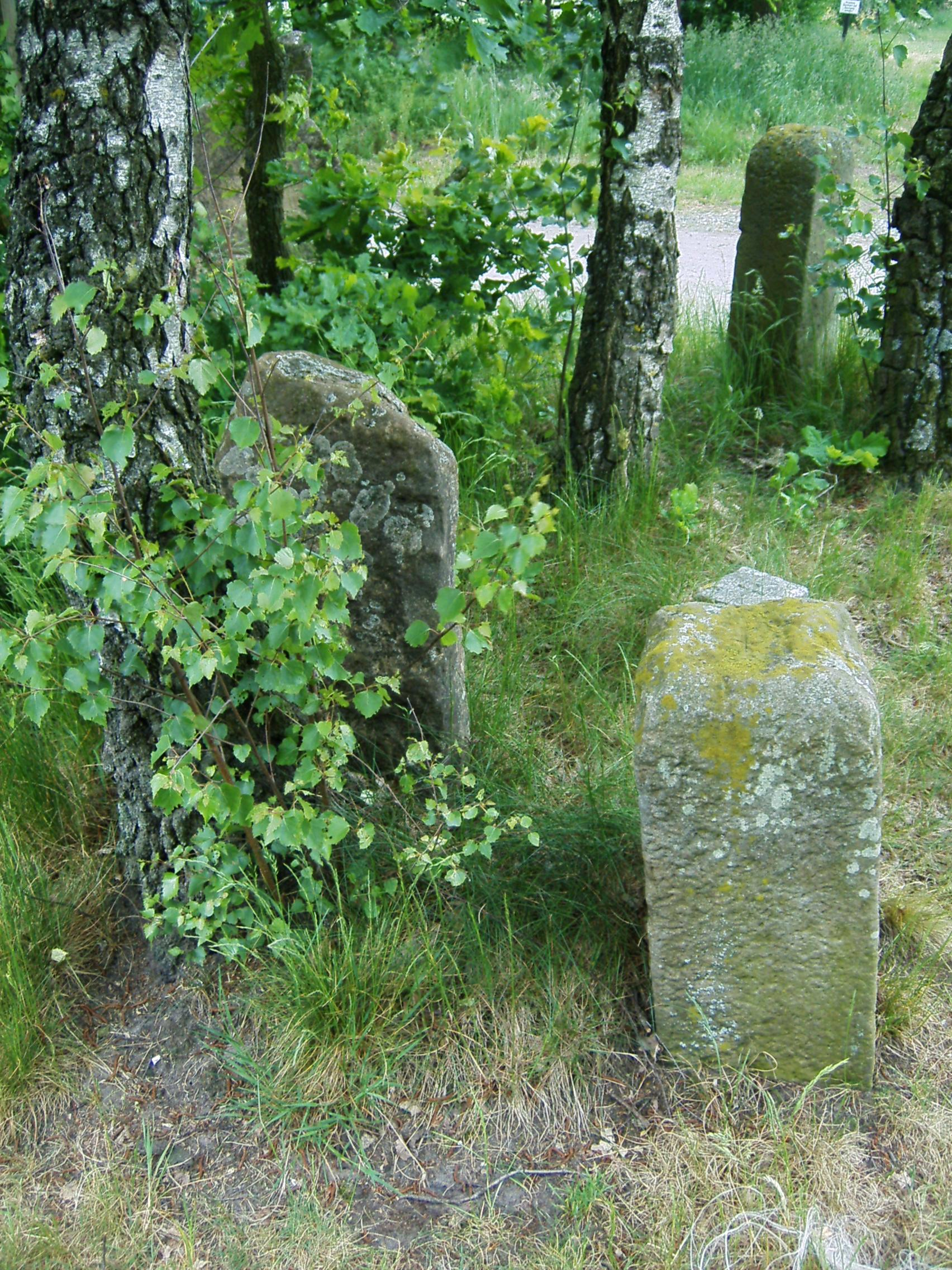
Die Grafensteine, alte Grenzmarkierungen in der großen Mark fast 2 km südöstlich von Clemenshafen
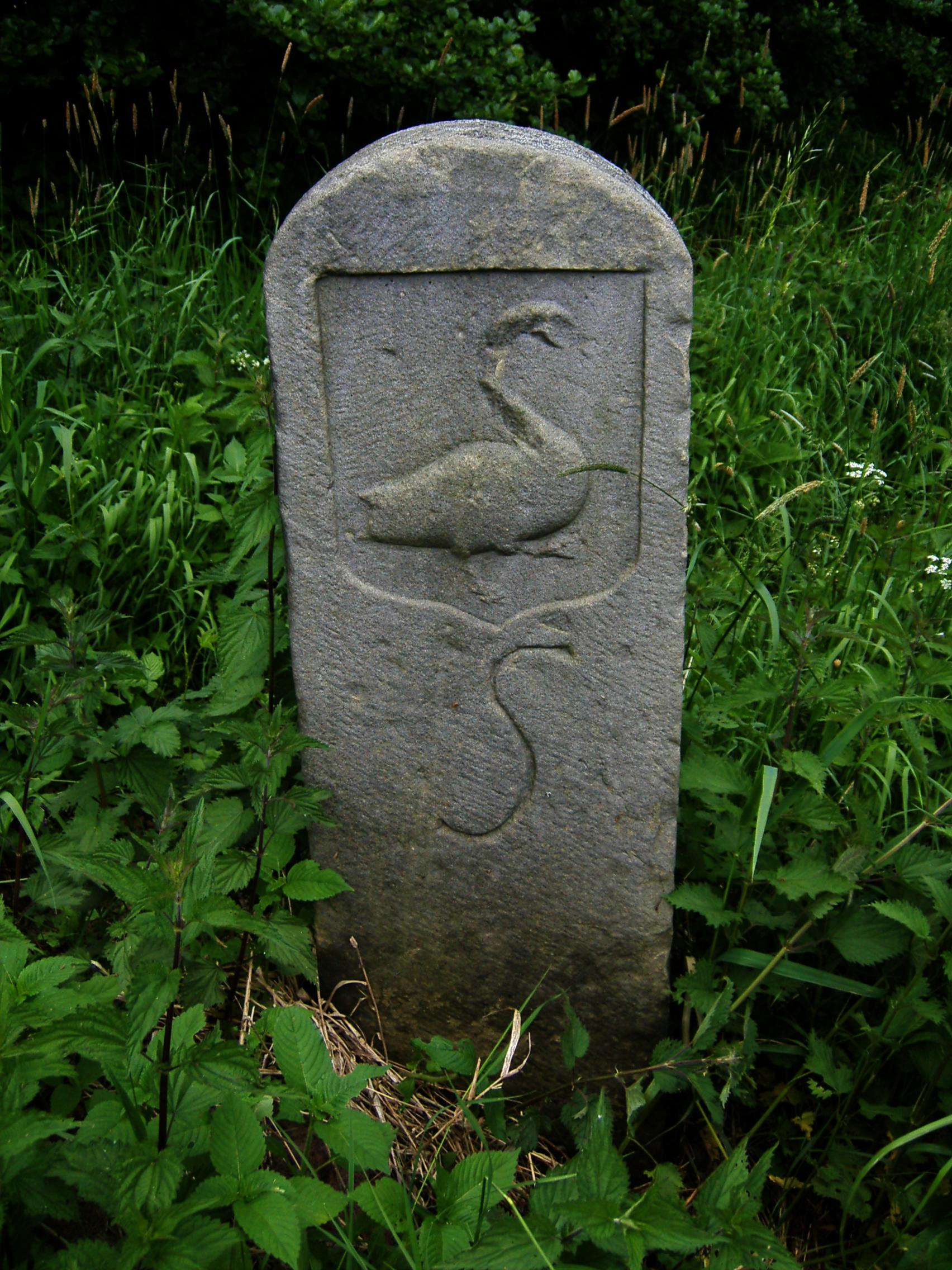
Alter Grenzstein am Frischhofsbach in Clemenshafen, Westseite mit dem Schwan als Zeichen der Grafschaft Steinfurt
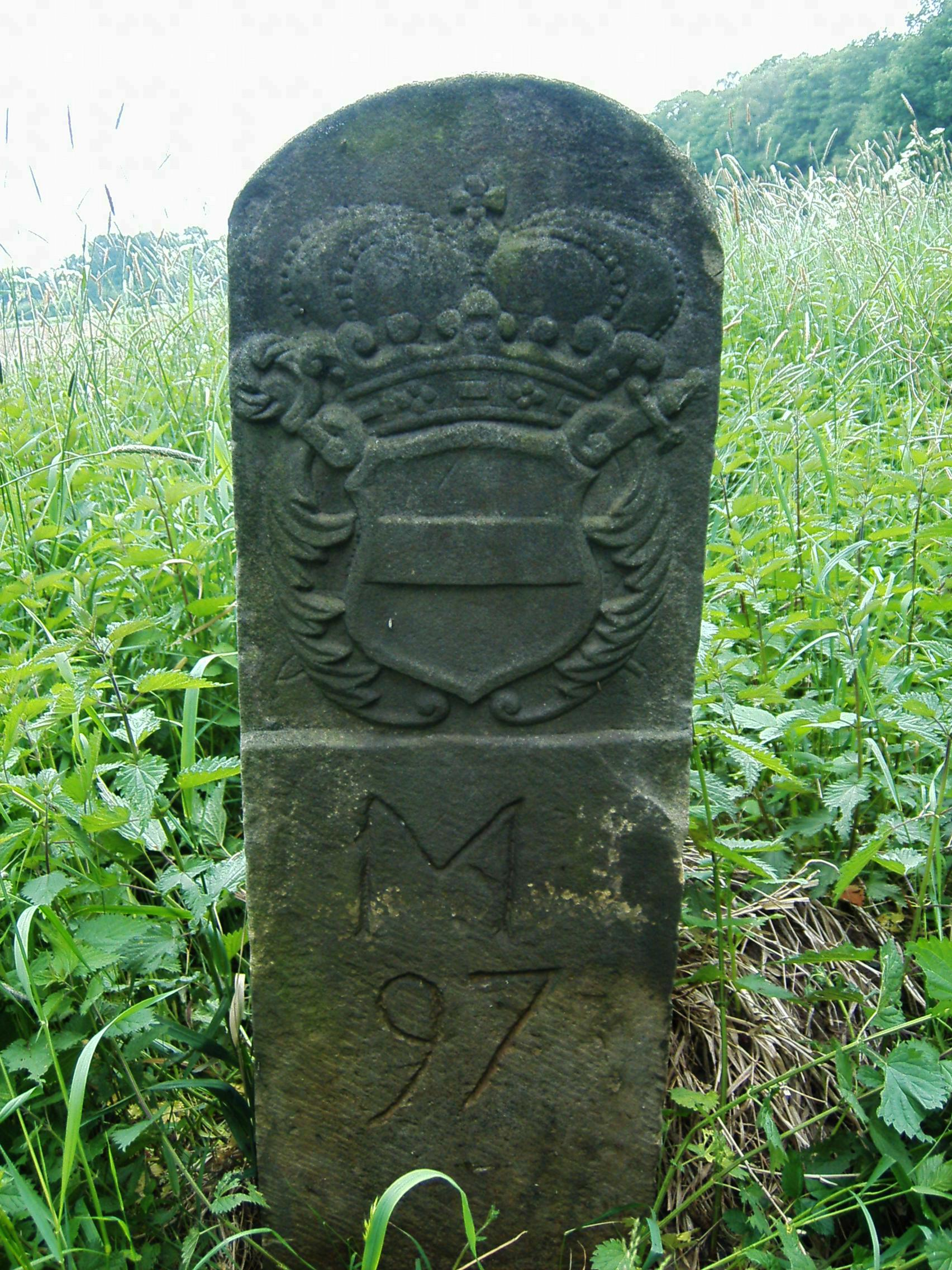
Ostseite des alten Grenzsteins mit dem Wappen des Hochstifts Münster
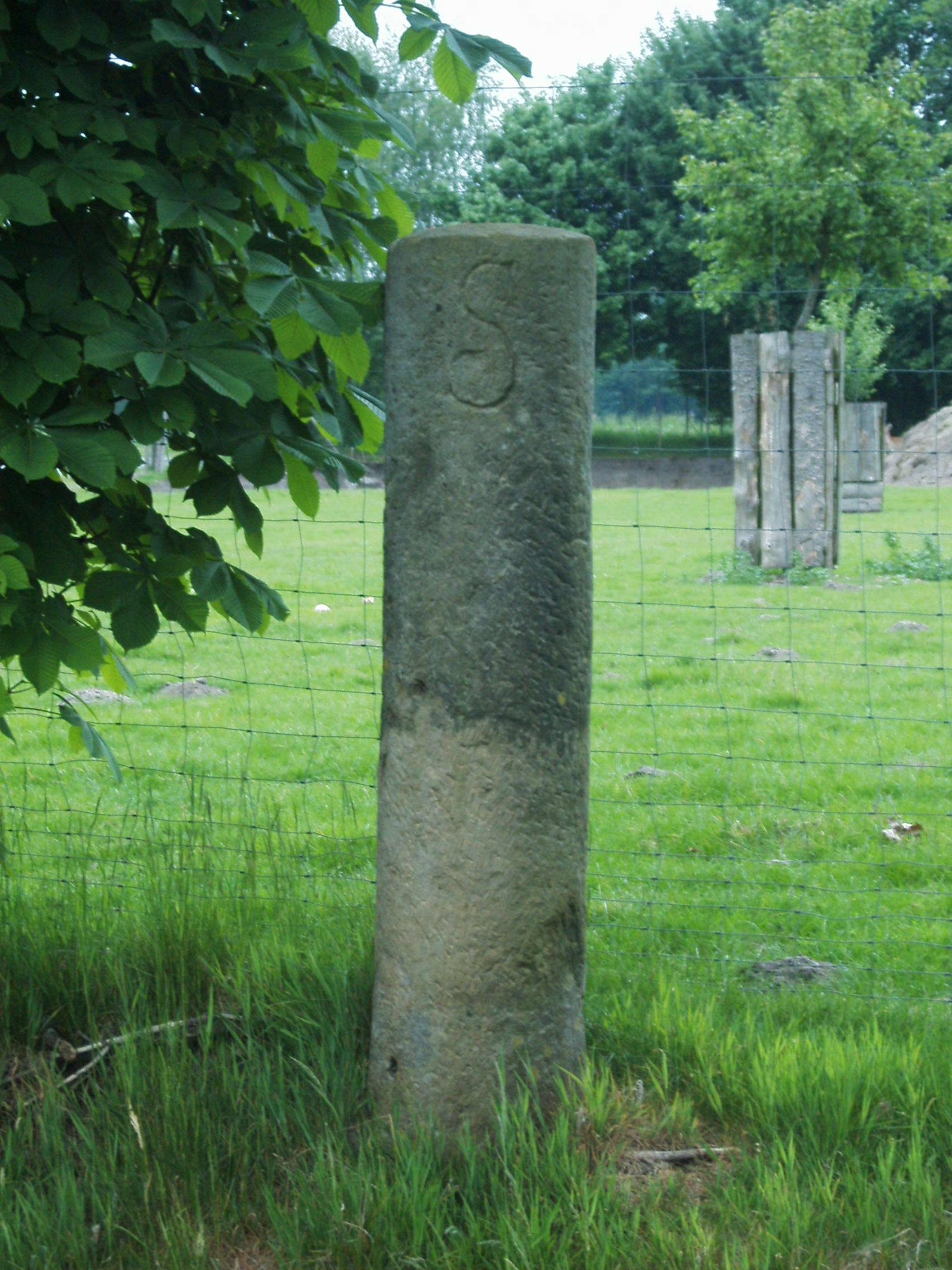
Säulenförmiger Grenzstein an der Westgrenze von Clemenshafen